# Denkmalgeschützte Objekte im Bezirk Hollabrunn
Im Bezirk Hollabrunn bestehen 924 denkmalgeschützte Objekte. Die unten angeführte Liste führt zu den Gemeindelisten und gibt die Anzahl der Objekte an.
| Gemeindeliste                       | Objektanzahl |
| ----------------------------------- | ------------ |
| Alberndorf im Pulkautal             | 7            |
| Göllersdorf                         | 50           |
| Grabern                             | 24           |
| Guntersdorf                         | 17           |
| Hadres                              | 20           |
| Hardegg                             | 34           |
| Haugsdorf                           | 26           |
| Heldenberg                          | 14           |
| Hohenwarth-Mühlbach am Manhartsberg | 28           |
| Hollabrunn                          | 135          |
| Mailberg                            | 30           |
| Maissau                             | 47           |
| Nappersdorf-Kammersdorf             | 13           |
| Pernersdorf                         | 17           |
| Pulkau                              | 67           |
| Ravelsbach                          | 43           |
| Retz                                | 93           |
| Retzbach                            | 19           |
| Schrattenthal                       | 30           |
| Seefeld-Kadolz                      | 14           |
| Sitzendorf an der Schmida           | 64           |
| Wullersdorf                         | 41           |
| Zellerndorf                         | 41           |
| Ziersdorf                           | 50           |
| Summe Bezirk Hollabrunn             | 924          |